# Castel Sajori
Castel Sajori è un castello medievale in rovina che si trova nel comune di Ala in provincia di Trento, ad un'altezza di 669 m s.l.m. su un dosso roccioso sopra la frazione di Chizzola.

## Origini del nome
Il suo nome deriva probabilmente da una contrazione del termine "San Giorgio" a cui era dedicata la cappella del castello. Il nome del castello, nelle fonti scritte, è “Castello di San Giorgio” (Sancto Georgii, Santo Zorzo), mentre a livello di toponimi presenti nella cartografia storica vi sono “C. S. Zorzo” o “Zorzi”, “S. Zorzilla” e “Castel San Georgio”. L'espressione “Sajòri” deriva dall'abbreviazione di “Castrum S. Jori”.

## Storia
Il castello costituiva insieme al sottostante castel Chizzola e al castello di Serravalle, una linea fortificata che sbarrava la valle dell'Adige.
Le prime informazioni riguardo al castello di San Giorgio si hanno nel 1218 quando entra a far parte dei beni della famiglia Castelbarco. Il 27 giugno 1218, Briano del fu Aldrighetto concede il castello di San Giorgio ai figli Azzone e Aldrighetto, appena divenuti maggiorenni. I due fratelli giurarono fedeltà al principe vescovo Federico Wanga.
Nel testamento datato 7 luglio 1265 è scritto che Azzone lascia ai propri figli Alberto, Bonifacio, Leonardo, Guglielmo e Federico tutti i propri beni personali, costituiti da castelli e diritti feudali. Il 14 dicembre 1270 il testamento fu diviso in cinque parti: la quarta e la quinta parte che includevano il Castel San Giorgio, il castello di Chizzola, Serravalle, Suscignalo e Barco vennero conferite ad Alberto, Federico e Guglielmo. A Bonifacio spettò il castello di Rovione, che sorgeva a Brentonico. Bonifacio, che fu anche podestà di Verona, diede origine alla linea castrobercense di Rovione.
I figli di Bonifacio, Alberto, Abriano e Aldrighetto in poco tempo entrarono in conflitto con il proprio zio Guglielmo detto “il Grande”, la cui forza nella Vallagarina era in continua crescita. Nel febbraio 1297 entrarono in guerra contro di lui e occuparono con la forza i castelli di Pradaglia, Chizzola, San Giorgio e Paldo di Mori. A settembre 1297 lo scontro cessò anche grazie all'aiuto di un contingente militare capeggiato da Bartolomeo Della Scala, dopo quest'episodio l'intera linea di castelbarcense di Rovione, perse d'importanza.
Esistono due versioni del testamento di Guglielmo “il Grande”, morto nel 1320: la prima risale al 28 giugno 1316 e la seconda è del 13 agosto 1319. Entrambe certificano che il territorio di Brentonico nella Bassa Vallagarina, che includeva il castello di Dosso Maggiore, il castello di San Giorgio, il castello di Chizzola, il castello di Serravalle, il castello della Corte, il castello di Avio, i territori di Borghetto, Ossenigo e Belluno passarono nelle mani di Guglielmo del fu Azzone.
Ciononostante il castello di San Giorgio è ancora in comproprietà con la linea castrobarcense dei Rovione. Dopo l'investitura del 1321 da parte del vescovo Enrico, seguita da una conferma del 1339 da parte del principe vescovo Nicolò di Bruna, Giovanni del fu Abriano, figlio di Bonifacio di Castelbarco deteneva, tra i suoi beni, la metà della proprietà del castello di San Giorgio.
Con la morte del figlio del figlio di Giovanni, Antonio, avvenuta nel 1387 il ramo di Castelbarco di Rovione si estingue. Nel 1388 i beni passarono in parte ad Azzone Francesco (figlio di Giovanni Azzone, ramo castrobarcense di Avio) ed in parte ai Castelbarco di Albano e di Gresta. Giovanni di Castelbarco e la sua seconda moglie Viride di Pepoli fecero del castello di San Giorgio la propria residenza.
Il 26 gennaio 1388 il principe vescovo Alberto di Ortenburg infeudò Azzone Francesco del castello di San Giorgio.
Il testamento datato 7 luglio 1410 di Azzone Francesco, prevedeva che la propria eredità passasse alla Repubblica di Venezia in caso di morte dell'unico erede Ettore.  Quando quest'ultimo venne a mancare, nel 1411, Venezia inviò il capitano Jacopo de'Redussi a reclamare il controllo di tutti i possedimenti ereditati.
Nel 1440 il castello di San Giorgio venne acquistato dalla famiglia dei Betta dal Toldo di Rovereto.
Giuridicamente rimasto patrimonio inalienabile della Chiesa di Trento, il castello fu rivendicato, senza successo, dal principe-vescovo Giorgio Hack presso il doge Cristoforo Moro. Non ci sono informazioni sullo status del castello verso la fine del XV secolo. Probabilmente fu usato come osservatorio del campo veneziano si Serravalle-Chizzola, fino a quando nel 1508 il comandante veneziano Giorgio Emo fece fortificare i castelli di Serravalle e Chizzola, a seguito delle lotte tra gli Asburgo e la Serenissima. Le posizioni che comprendevano anche castel San Giorgio furono sgomberate da Venezia nel 1509 a causa dell'attacco delle truppe di Massimiliano I d'Asburgo, che occuparono i castelli lagarini. Il castello di San Giorgio da tempo era abbandonato, e il proprio sistema viario aveva perduto la sua importanza. Ciò troverebbe conferma nelle notizie del 1523 scritte nel “Registrum Decimarum Quattour Vicarium” nel quale si trova una “Memoria de tutti i castelli” che cita testualmente: “il castello ditto di Sancto Zorzi il quale e nel vicariato di Brentonico sopra la villa Alla Chizzola, ruinato”.
Nel 1703, durante la guerra di successione per il trono di Spagna, il duca di Vendôme occupò le sue vie nel Monte Baldo, predisponendone la fortificazione. Al momento del ritiro dell'esercito, pare il castello di San Giorgio venne minato dai francesi.
L'intera area su cui sorgeva il castello è stata oggetto di fortificazioni durante la prima guerra mondiale e questo spiega il perché le evidenze medievali si mischiano a quelle belliche più recenti.

## Descrizione
Del castello di San Giorgio restano solamente le rovine, pertanto è difficile cercare di capire dove si trovano le varie parti che costituivano il complesso. Tutta l'area è stata interessata dalle fortificazioni nella Prima guerra mondiale, e le evidenze medievali si legano a quelle della grande guerra. La pianta del castello è ellittica e occupa un totale di 1800mq, il tutto è delimitato da una cinta muraria che conserva uno spessore massimo di 1m e un'altezza massima di 8m. La muratura è stata costruita “a secco”, ed è costituita da pietre di grandi dimensioni, messe in opera a corsi sub-orizzontali con zeppe in laterizio: come materiale da riempimento è stato usato il pietrame, piccole pietre di varie misure e laterizio. In alcuni casi sono presenti dei solai composti da laterizio. Invece, il legante utilizzato è la malta di calce.                       La struttura era dotata di un'articolazione interna abbastanza basilare, che comprendeva due grandi settori delle stesse dimensioni: la torre, un edificio a pianta quadrata grande 8 x 8m, si trovava nel settore a Nord-Est; nel settore a Sud-Est sono riconoscibili tre strutture differenti che, a causa del degrado in cui versano, è difficile capire a cosa servissero. Solo nella prima struttura, la più grande in dimensioni che occupa una superficie di 7 x 12m circa, è presente un'apertura ad arco, quindi una porta e forse in seguito trasformata in finestra, potrebbe essere stata usata come sala di rappresentanza.
L'apertura è costituita da grossi blocchi di pietra (bianco di Castione) sommariamente squadrati e laterizi collocati a corsi orizzontali; all'esterno è presente una bordatura a trilobo, percorsa da decorazioni floreali. Sulla base di questa grande apertura, è presente un gradino ricavato nella muratura al fianco di cui vi sono quattro fori, dove erano collocate travi lignee che molto probabilmente sostenevano un solaio.
È presente, nella muratura, un incavo circolare che sembra una scodella, che tuttora conserva parte dell'intonaco: secondo Gorfer questo elemento è da associare alla presenza di un luogo di culto presente all'interno del castello.
I muri divisori interni sono invece costruiti in pietra calcarea di colore grigio scuro e allo stesso modo è costruita parte del muraglione che si sviluppa sul versante occidentale, che pone le proprie basi direttamente sulla roccia. In questa sezione del muro si conservano intere parti di intonaco anch'esso di colore grigio scuro.
Nel castello non si sono conservati ne la pavimentazioni ne la copertura, anche se al suolo è presente una grande quantità di tegole.
Il castello è liberamente visitabile e raggiungibile con un sentiero dalla sottostante frazione di Chizzola.